# Лашре, Ева
Ева Лашре (фр. Éva Lacheray; род. 11 марта 2000, Монбельяр) ― французская фехтовальщица на рапирах, чемпионка Европы 2025 года, серебряный призёр чемпионата мира 2025 года. Участница летних Олимпийских игр 2024 года.

## Карьера
Эва Лашре дебютировала в составе сборной Франции на этапе Кубка мира в Катовице в январе 2019 года, где французский квартет рапиристок одержал победу. В том же сезоне Эва дошла до 1/8 финала чемпионатов Европы и мира.
В 2024 году Лашре прошла олимпийский отбор в сборную. В июле приняла участие в летних Олимпийских играх. В индивидуальных соревнованиях рапиристок в 1/16 финала победила японку Карин Мияваки (15-10), но уже в следующем раунде уступила итальянке Арианне Эрриго (6-15). В командных соревнованиях Франция в четвертьфинале уступила Канаде, Лашре провела три поединка, лишь один свела вничью.
На чемпионате Европы 2025 года в Генуе Лашре победила всех своих соперниц и стала чемпионкой. В финале она одолела соперницу из Великобритании Каролину Стотчбёри. В командных соревнованиях завоевала серебряную медаль. На чемпионате мира в Тбилиси, в июле 2025 года, стала серебряным призёром в командных соревнованиях. 